# お入学
お入学（おにゅうがく）はNHK総合テレビの銀河テレビ小説で1987年8月31日から1987年10月9日まで放送されたテレビドラマ。30回連続。

## あらすじ
- 主人公の女医（山本陽子）は長女の花子を名門私立小学校「あかね学園」に入学させようと長男の太郎ともども日々「お受験」塾に通わせ、自らも花子の勉強を見るが、花子の成績はなかなか上がらない。サラリーマンの夫（伊武雅刀）は「お受験」に無関心で夫婦仲も徐々に悪化、また嫁を「医者様」と呼び自身に学がないことを恥じている姑（菅井きん）は息子夫婦の関係や日に日に元気がなくなる孫たちを心配しているものの、何も言い出せない。一方主人公の実家の両親（高松英郎・高森和子）は無理な「お受験」には否定的で娘にあれこれ忠告するも、主人公は聞く耳を持たない。主人公は焦りを募らせ、また家族の間に不穏な空気が流れる中、「あかね学園」と同学園の同窓会「あかね会」に格別なコネクションを持つという田村夫人（長内美那子）が現れる。ところが・・・。
- 主人公が「お受験」に振り回され仕事もままならず、家族関係は悪化、子供達からは笑顔が消え、田村夫人には毎回言葉巧みに金銭を騙し取られ散財する様子を描く。結局お受験をやめて家族に平穏が訪れるという展開。後に流行し様々な弊害も指摘された「お受験」を批判的なトーンで取り上げた作品であった。

## キャスト
香山貴子
演 - 山本陽子
香山俊彦
演 - 伊武雅刀
香山花子
演 - 香川沙美
香山太郎
演 - 大木慎也
香山直江
演 - 菅井きん
香山正彦
演 - 美木良介
横川牧子
演 - 東てる美
横川哲也
演 - 小日向範威
横川智也
演 - 長谷川歩
長谷道太
演 - 高松英郎
長谷君子
演 - 高森和子
杉原幸子
演 - 服部妙子
杉原誠
演 - 中村彰良
杉原太
演 - 大友大輔
田村啓子
演 - 長内美那子
田村修造
演 - 日下武史
田倉あき
演 - 佐々木すみ江
森下松子
演 - 高田敏江
浅井節
演 - 吉行和子
木村由加
演 - 川上麻衣子
秋谷春美
演 - 貴倉良子
明石ユリ
演 - 泉ピン子
その他
演 - 鳳八千代、北見敏之、角替和枝、稲野和子、須永慶

## スタッフ
- 原作 - 和田はつ子 （『よい子できる子に明日はない』 1986年 三一書房 ISBN 978-4-380-86008-9）
- 脚本 - 橋田壽賀子
- 音楽 - 廣瀬量平
- 制作 - 藤田道郎
- デスク - 馬場清
- 演出 - 田中昭男、椿恭造、清水一彦、湯座明彦
- 美術 - 鯛正之輔
- 技術 - 田村博、渡辺秀男
- 効果 - 寺田尚弘、伊藤希英

## 反響
当時徐々に流行の兆しを見せていたもののまだ一般的ではなかった「お受験」に翻弄される一家を描き話題となり、平均視聴率30％を超えるヒット作品となった。放送終了後も反響が大きく再放送されたほか、芸術座にて橋田脚本、石井ふく子演出により舞台化もされている。また主演の山本は翌1988年、本作と同様のテーマを扱ったNHK土曜ドラマ「カイワレ族の戦い」（村崎芙蓉子原作・金子成人脚本）にも主演。再び子供の受験に躍起になる「お受験ママ」を演じた。その後の「お受験」の流行に合わせ、民放でも本作同様の「お受験」をテーマにしたドラマが放送されたり、入試問題がクイズ番組の問題に採用されたりするなど広くマスコミで取り上げられることになるが、本作はそうした動きの嚆矢に当たる。

## エピソード
脚本を担当した橋田は雑誌『月刊ドラマ』1987年9月号（映人社）に寄せた本作を紹介する一文の中で「『お入学』の執筆動機は、佐久間良子さんや三田佳子さんのお子様たちの入学にまつわる大変さのお話を聞き、いつか書きたいと五年ほど前から暖めてきた作品です。」と述べている。佐久間と三田は橋田脚本の大河ドラマに主演するなど橋田と交流があり、子息の話も橋田に語っていたという。実際に佐久間と三田は子息の私立小学校受験を経験しており、佐久間は長男の平岳大を暁星小学校に、三田は長男の森宮隆と次男を森村学園に入学させている。

## 関連文献
- 橋田壽賀子『お入学 : NHKテレビ・シナリオ』日本放送出版協会、1987年9月10日。ISBN 4140051299。